# La gran travessa
La gran travessa (títol original en castellà La gran quiniela) és una pel·lícula de comèdia espanyola del 1984 escrita i dirigida per Joaquim Coll Espona protagonitzada per María Luisa San José, Máximo Valverde i Eva León. Ha estat doblada al català.

## Sinopsi
Puri és una dona de mitjana edat que treballa en un bar d'alterne a qui la seva parella, Pedro, ha deixat per una noia més jove, alhora que el marit de la seva filla Sole també la vol deixar. La situació canvia quan descobreix que és l'única encertant dels 14 resultats d'una travessa i li han tocat més de dos-cents milions de pessetes.

## Repartiment
- María Luisa San José - Puri
- Eva León - Sole
- Máximo Valverde - Pedro
- Fernando Guillén - Jaime
- Joan Monleón - Don Saturnino
- Emilio Gutiérrez Caba - Juan
- Lita Claver - Show woman
- Alfred Lucchetti - Cayetano
- Enric Cusí